# یان هرنیش
 یان هرنیش (انگلیسی: Jan Hernych؛ زاده ۷ ژوئیهٔ ۱۹۷۹) یک تنیس‌باز اهل جمهوری چک است. 